# Saint-Pierre-Chérignat
Saint-Pierre-Chérignat is een gemeente in het Franse departement Creuse (regio Nouvelle-Aquitaine) en telt 165 inwoners (2005). De plaats maakt deel uit van het arrondissement Guéret.

## Geografie
De oppervlakte van Saint-Pierre-Chérignat bedraagt 24,2 km², de bevolkingsdichtheid is 6,8 inwoners per km².

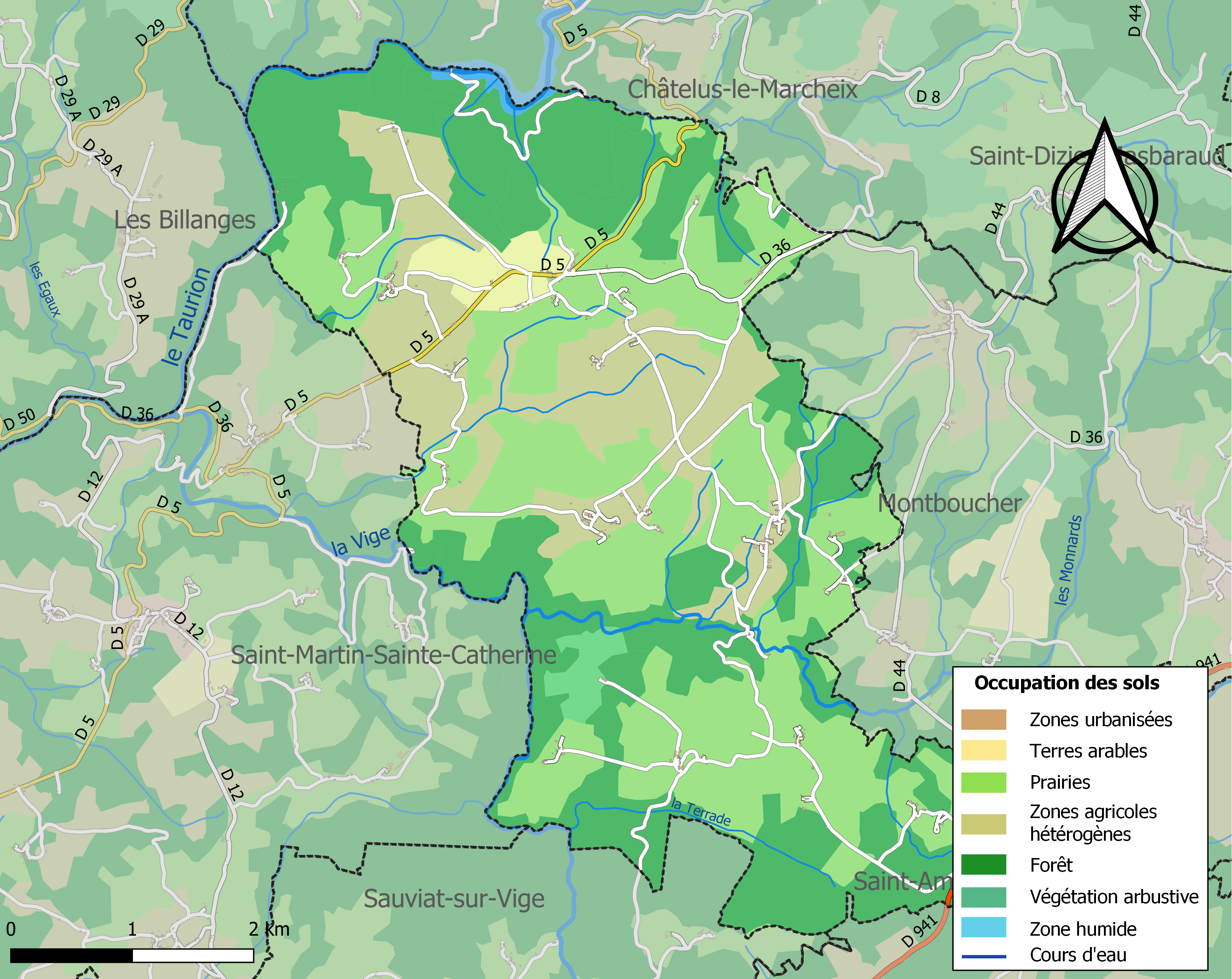
Kaart van de gemeente met de belangrijkste infrastructuur, bodemgebruik en omliggende gemeenten

## Demografie
Onderstaande figuur toont het verloop van het inwonertal (bron: INSEE-tellingen).

1. ↑  Populations de référence 2022.